# Kafar Yassif
Kafar Yassif (ce qui signifie Village de Joseph) est une ville arabe du nord de l'État d'Israël située à 11 km au nord-est de Saint-Jean-d'Acre, contre Abou Sinan. La population de la ville se partage entre 57 % de chrétiens, 40 % de musulmans et le reste de Druzes. Elle comptait 8 500 habitants en 2007, pour un territoire de 3 194 dounams.
Il a été découvert une porte de tombeau en pierre calcaire présentant de nombreux symboles. Elle est détenue par le louvre sans être exposée depuis 1902.

## Historique
L'endroit est mentionné par Flavius Josèphe. C'est une bourgade à l'époque croisée du royaume de Jérusalem. Les Mamelouks s'emparent de cette petite ville chrétienne à la fin du XIIIe siècle. Elle n'a plus que six-cents habitants en 1880 à l'époque ottomane et la majorité de ses habitants cultivent des oliviers pour son huile, ainsi que le coton.
À l'époque de la Palestine mandataire, Kafar Yassif est l'un des rares villages arabes de Galilée à recevoir de la part des autorités britanniques un conseil local (équivalent à une municipalité), ce qui advient en 1925. Cependant la population se révolte pendant les troubles de 1936-1939 et l'armée britannique détruit par le feu soixante-dix maisons de la ville en février 1939, suivies de quarante autres ensuite. On découvre plus tard que les auteurs d'attaques contre les soldats britanniques n'étaient pas originaires de Kafar Yassif, aussi la municipalité reçoit-elle des compensations pour construire une nouvelle école et un hôtel de ville. Le desservant anglican remarque par la suite que les habitants s'efforcent de souligner que les soldats qui avaient détruit leurs maisons n'étaient pas Anglais, mais Irlandais...
La petite ville est prise entre le 8 et le 14 juillet 1948 par les troupes irrégulières israéliennes de la brigade Carmeli et par la 7e brigade armée israélienne, dans le cadre de l'opération Dekel (ou opération Palmier). Contrairement à la majorité de la population des autres villages arabes, les habitants de Kafar Yassif ne s'enfuient pas et accueillent les réfugiés des villages voisins d'Al-Birwa,  d'Al-Manshiyya (rasé), et de Kuwaykat (rasé), mais le 28 février 1949, la plupart de ces villageois sont embarqués de force dans des camions et envoyés dans des camps de réfugiés au Liban. Le lendemain, 1er mars, c'est au tour de 250 autres réfugiés. Un député arabe chrétien de la Knesset, Tawfik Toubi, membre du parti communiste israélien, est l'un des rares à protester. En 1951, la ville comporte 27 % de réfugiés sur ses 1 930 habitants. Ces réfugiés sont en majorité musulmans. La municipalité parvient à conserver la plus grande partie de son territoire. Sur les 673 hectares de son territoire en 1945, elle en a encore 458 en 1962. L'expropriation de 1952-1953 concerne 76 hectares.
Le recensement de 1961 comptabilise 1 747 chrétiens, 1 138 musulmans et 90 Druzes.
Le conseil local reprend son activité le 5 juin 1951 avec la permission des autorités israéliennes. C'est un exemple unique de continuité avec le conseil d'avant 1948. Violette Khoury est la première femme palestinienne à être élue maire en Israël en 1972.

## Édifices religieux
Il y a trois églises et deux mosquées à Kafar Yassif. La communauté orthodoxe arabophone est la communauté chrétienne la plus nombreuse.